# Zohar Argow
Zohar Argow (hebr.) זוהר ארגוב (ur. 16 lipca 1955 w Riszon le-Cijjon, zm. 6 października 1987) – izraelski piosenkarz muzyki Mizrachi, nazywany często „Królem muzyki Mizrachi”. Syn jemeńskich imigrantów

## Życiorys
Zohar urodził się w biednej rodzinie w mieście Riszon le-Cijjon. Miał problemy z narkotykami. W 1987 roku popełnił samobójstwo w policyjnej celi.

## Twórczość
Argov łączył muzykę współczesną z muzyką tradycyjną Żydów, którzy imigrowali do Izraela z krajów arabskich. Zohar o swojej muzyce mówi w następujący sposób:
Śpiewam muzykę, przez którą zostałem wychowany. To pochodzenie moje i miliona ludzi takich, ja ja. Daję słuchaczom muzykę, jaką kochają. Nie stworzyłem niczego nowego. Wykorzystałem elementy z domu mojego ojca, z mojego dzieciństwa i dzieciństwa nas wszystkich. Właśnie to uczyniło mnie tym, kim jestem.
Argov zadebiutował albumem Eleanor (1980) w którym przeważały utwory o tematyce religijnej.